# アルゼンチンの地理
アルゼンチンの地理では、南米南部にあるアルゼンチン共和国の地理について述べる。

## 位置・面積・人口

### 位置
全土が南半球・西半球にある。西側や南側はチリと、北側はボリビアやパラグアイと、北東側はブラジルやウルグアイと国境を接しており、東側は大西洋である。アルゼンチンの極地は、東端がミシオネス州のベルナルド・デ・イリゴージェン(南緯26度15分 西経53度38分 / 南緯26.250度 西経53.633度)であり、西端がサンタ・クルス州のマリアーノ・モレーノ・ランヘ(南緯49度33分 西経73度35分 / 南緯49.550度 西経73.583度)であり、北端がフフイ州のグランデ・デ・サン・フアンとモヒネーテ川 (南緯21度46分 西経66度13分 / 南緯21.767度 西経66.217度)であり、南端がティエーラ・デル・フエゴ州のサン・ピオ岬(南緯55度03分 西経66度31分 / 南緯55.050度 西経66.517度)である。北端は南回帰線よりも北にあり、南北の距離は3,700km、東西の距離は最大1,700kmに及ぶ。南大西洋と南太平洋（マゼラン海峡、ビーグル水道、ドレーク海峡）の間、戦略的に重要なシーレーンに位置している。国土は楔形であり、南下するにしたがって狭小化する。
対蹠地
パラグアイとの国境部、ブエノスアイレス周辺（対蹠地は太平洋（黄海))を除くアルゼンチンの大部分は中国の中央部や海岸部の対蹠地である。バイーア・ブランカは天津の対蹠地であり、アルゼンチンの対蹠地にあたる中国の大都市には、広州と香港（アルゼンチンの北西角）、厦門と福州（パラグアイとの国境付近）、上海（ウルグアイとの国境付近）、杭州（ロサリオから遠くない）、長沙、南昌、武漢、太原、済南、青島、首都北京（ビエドマの内陸部）などがある。台湾の首都台北は、パラグアイとの国境に近いアルゼンチンの対蹠地である。パタゴニア中央部はおおよそモンゴルの対蹠地であり、最南端部のティエーラ・デル・フエゴ州はロシアの南シベリアが対蹠地である。
飛地
パラナ川とウルグアイ川の合流点付近、ウルグアイの水域にはマルティン・ガルシア島というアルゼンチンの飛び地が存在する。3.5kmほど離れたウルグアイの沿岸にはマルティン・チコ（ヌエバ・パルミラとコロニア・デル・サクラメントの中間）が存在する。1世紀にわたる紛糾の末に、アルゼンチンとウルグアイは1973年に島の管理権について合意に達した。協定に従って、マルティン・ガルシアは排他的自然保護区として用いられることとなった。面積は約2km2であり、住民は約200人である。

### 面積
アルゼンチンの面積は約278万km2であり、日本の約7.5倍である。南米ではブラジル（約851万km2、世界第5位）に次いで面積が大きく、世界全体で8番目に面積の大きな国である。面積がほぼ等しい国にはインド（約329万km2、世界第7位）、カザフスタン（約272万km2、世界第9位）などがある。1978年時点での土地利用は、耕作地が16.5%、牧場・自然牧草地が63.0%、山林が12.5%、未利用可耕地が3.4%、その他が4.6%だった。

### 人口
2010年の人口は約4,210万人であり、世界全体で32番目に人口が多い国である。アルゼンチンの人口はラプラタ川河口部に集中しており、南部のパタゴニアなどの人口は稀薄である。1990年の調査では、首都ブエノスアイレス自治市の人口密度は14,650人/km2に達したが、州としてもっとも人口密度が高いトゥクマン州でも43人/km2であり、南部のチュブ州は1.2人/km2、サンタ・クルス州は0.5人/km2だった。先住民のほとんどはアンデス山脈の山麓に住んでおり、低地には一部の採集狩猟民が散在するのみだったが、ヨーロッパからの移民の大部分は大西洋岸に移住し、人口の重心が西から東へと変化した。

## 系統別地理

### 山地

#### 山脈

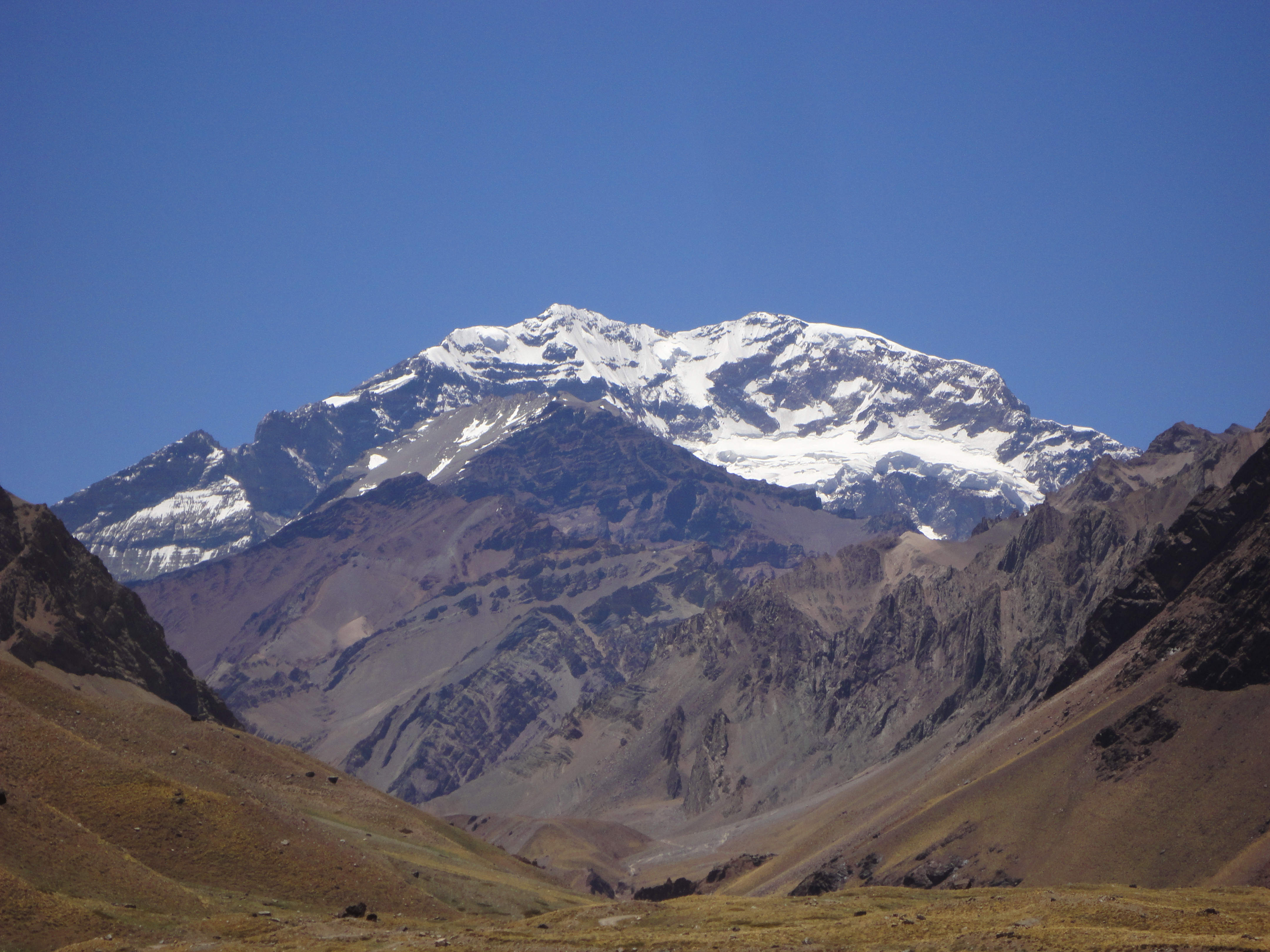
アルゼンチンと南米の最高峰であるアコンカグア

アンデス山脈のアルゼンチン領土部分には、南米でもっとも標高の高い山の数々、ボネーテ山(6,872m)、オホス・デル・サラード(6,893m)、メルセダリオ山(6,768m)などがあり、アコンカグア(6,960m)は南米と西半球でもっとも高い山である。アルゼンチンでもっとも標高の高い山々は、いずれもメンドーサ州北部に位置している。アンデス山脈は西側（チリ側）より東側（アルゼンチン側）の方が傾斜が緩やかであり、プーナと呼ばれる標高3,000-4,000mの高原が、南北に長くボリビアのアルティプラーノ高原まで続いている。同様に東側にはアンデス山脈より低い山脈が南北に連なり、コルドバのすぐ西側にあるコルドバ山脈は、アンデス山脈との合間に盆地とグランデス塩原などの湿原を形成している。
アンデス地域には乾燥した盆地、ブドウ畑で覆われた豊潤な丘陵、氷河に覆われた山、湖水地方（ロス・ラゴス地域、チリと半々）などがある。氷河が山々を浸食し、谷を雪解水や雨水で満たすことで、多くの氷河湖が存在する湖水地方が形成された。湖水地方は南アンデスに位置し、氷河、原生林、湖沼、河川、フィヨルド、火山、際立った山などの多様な自然景観を誇っている。アンデス山脈には1,800以上もの火山があり、そのうち28は活火山である。この地域だけで、地球上に存在する活火山の約1/5を占めている。アルゼンチンとチリの国境は3,700kmに及び、南部の1/3を除けば国境は分水界に沿っている。

#### 氷河
アルゼンチン南部のパタゴニアは、牧歌的な草原と氷河地域の組み合わせからなる。チリとの国境近くにはロス・グラシアレス国立公園があり、南極、グリーンランドに次いで世界3位の大きさの南パタゴニア氷原(13,000km2)などがある。ウプサラ氷河は長さ60km・幅10kmであり、南米最大の氷河であるとともに、道路がないため、アルヘンティーノ湖からボートで到達することしかできない。次に大きな氷河は幅4.8kmのペリート・モレーノ氷河であり、アルヘンティーノ湖に向かって約35kmにわたって存在し、湖に自然のダムを形成している。フィッツ・ロイ山(3,405m)、トーレ山(3,102m)、ピナクロ山(2,160m)などの尖った山々のピークは花崗岩からなる。

#### 丘陵
ソムンクラ高原は丘陵と窪地が連続する玄武岩台地である。高原はリオ・ネグロ州とチュブ州にまたがって広がり、北はチュブ川から、南はネグロ川まで広がる。この地域は冬季と夏季で気候の変動が大きい。この地域は火山岩からなり、多くの果樹園やアルファルファ農園がある。家畜を飼育する牧場主にとっては理想的な場所である。アタカマ高原は小規模な高原であり、アルゼンチン北部のアンデス山脈東部地域を占め、サン・ミゲル・デ・トゥクマンまで東に伸びている。
ブエノスアイレス州南部からラ・パンパ州にかけて、リウエル＝カレル丘陵、ベンターナ山地、タンディル丘陵といった小規模な丘陵が東西に延びている。これらの丘陵はアルゼンチンの中央部を横断し、パタゴニアとパンパ北東部の仕切りとして機能している。ベンターナ山地は最高標高が1,200mほどだが、リウエル＝カレル丘陵やタンディル丘陵は標高が低く、最高点でも標高500m程度である。

### 水環境
アルゼンチンの河川網は様々なシステムによって集約されており、水量や航行量が測定可能である。水資源は農業用の灌漑や水力発電に用いられている。排水の仕方に応じて、アルゼンチンの河川は3種類に分類できる。外部（海）に排水される他に、マル・チキータのように湖が終着点となる場合、パンパやパタゴニアの乾燥した土壌に吸い取られて流れが消滅する場合などがある。
- 開放性流域 : 川水が外部（海）に排水される流域 : パラナ川、ウルグアイ川、ネグロ川など
- 閉鎖性流域 : 川水が外部（海）に排水されない流域 : アトゥエル川（英語版）、ディアマンテ川（英語版）など
- 湛水流域 : 排水がない流域。パンパ西部のチャケネアン平原中西部やパタゴニア地域の一部で見られる。

また、湖やラグーン（面積や深さによって区別される）は不浸透性の窪地の上に水が恒久的に蓄積した地形である。これらは河川の流量調節の役割を担い、また水力発電用の水資源、観光名所、富の源泉にもなる。アルゼンチンの主要な湖はすべてパタゴニアに存在する。

#### 河川

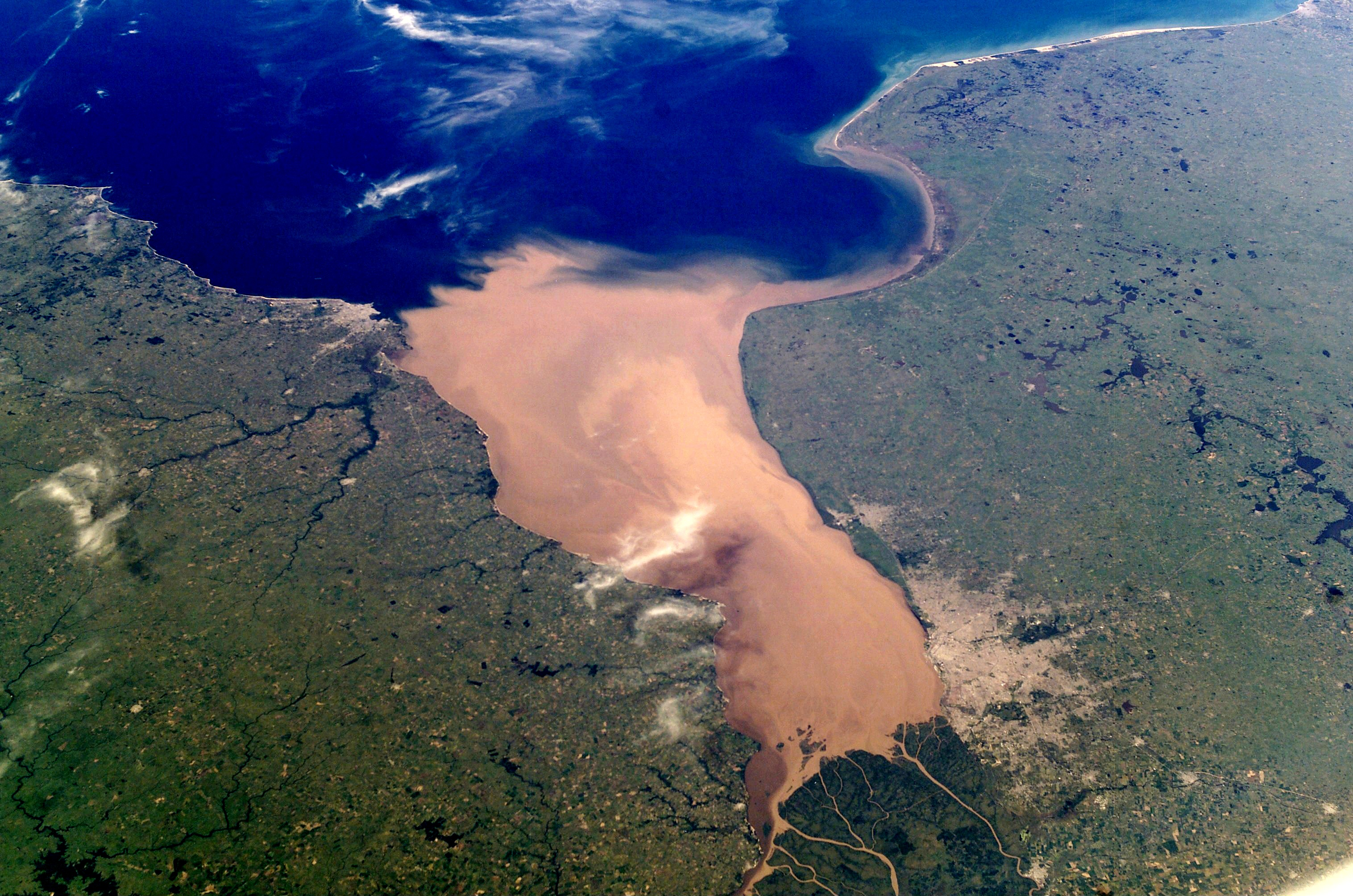
ラプラタ川の河口部

何本かの大河が流れる北東部を除き、アルゼンチンの多くの地域の河川は、季節によって流量が変化するような河川である。ほぼすべての河川は大西洋に向かって西から東に流れるが、パタゴニアの一部の河川は太平洋に向かって流れる。
ラプラタ川の流域面積は世界第4位、水量では世界第2位であり、パラナ川、ウルグアイ川、パラグアイ川（中流部でパラナ川に合流）がラプラタ川の三大支流である。三大支流やその他多くの中小河川が河口部で集約されてラプラタ川となり、全幅270kmの巨大な三角江（エスチュアリー）を形成する。ラプラタ川流域に位置するアルゼンチン、ウルグアイ、パラグアイの三国はラプラタ三国と呼ばれる。パラナ川（約4,900km）はアマゾン川に次いで南米第2位の延長距離を持ち、中流部ではブラジルとパラグアイの国境、パラグアイとアルゼンチンの国境を形成する。上中流部には多くの滝が存在し、アルゼンチンに入るとクリチーバから流れてきた支流のイグアス川を集める。アルゼンチンとブラジルの国境近くの地域はイグアスの滝で世界的に知られており、滝の2/3がアルゼンチン領土にある。滝幅は4,000m、約275の滝の集合体であり、最大落差は82mである。イグアスの滝はナイアガラの滝（アメリカ・カナダ国境）よりも落差が大きくて川幅が広い。レシステンシアとコリエンテスの双子都市付近で、パラナ川とパラグアイ川が合流する。
ウルグアイ川(1,600km)はアルゼンチンとブラジル、アルゼンチンとウルグアイの国境を形成する。コンコルディアの湊から約300kmは航行可能である。パラグアイ川(2,550km)はパラグアイとアルゼンチンの国境を形成し、コリエンテスとアルト・パラナ県（パラグアイ）の北側でパラナ川に合流する。これらの河川はすべて最終的にはラプラタ川となり、アルゼンチン北部で大西洋に注いでいる。河口には最大幅222kmにも達する広大な三角江（エスチュアリー）を形成する。アルゼンチン北中部にはいくつかの河川が流れ込むマル・チキータ（小さな海の意味）がある。ドゥルセ川はサン・ミゲル・デ・トゥクマン近郊に端を発し、湖に向かって南西方向に流れる。南西からはプリメーロ川とセグンド川がマル・チキータに水を供給している。
パタゴニア地域北部の主要河川はコロラド川とネグロ川であり、どちらの河川もアンデスに端を発して大西洋に向かって流れる。コロラド川の支流にはデサグアデーロ川があり、ピコ・オホス・デル・サラドから南東方向に流れてコロラド川に合流する。サラド川の支流にはアトゥエル川、ディアマンテ川、トゥヌジャン川、サン・フアン川があり、すべての河川がアンデス北西に起源を持つ。ネグロ川もまた、ネウケン川とリマイ川という2つの大きな流れを持つ。中央パタゴニア地域ではアンデスから来たチュブ川が東に向かって流れ、海に注ぐ前に大きな湖を形成している。湖水地方もまたこれらの河川の流路にあり、すべての河川が山脈から大西洋に向かって流れている。湖水地方の河川にはデセアド川、チコ川、サンタ・クルス川、ガジェーゴス川などがある。

#### 湖沼

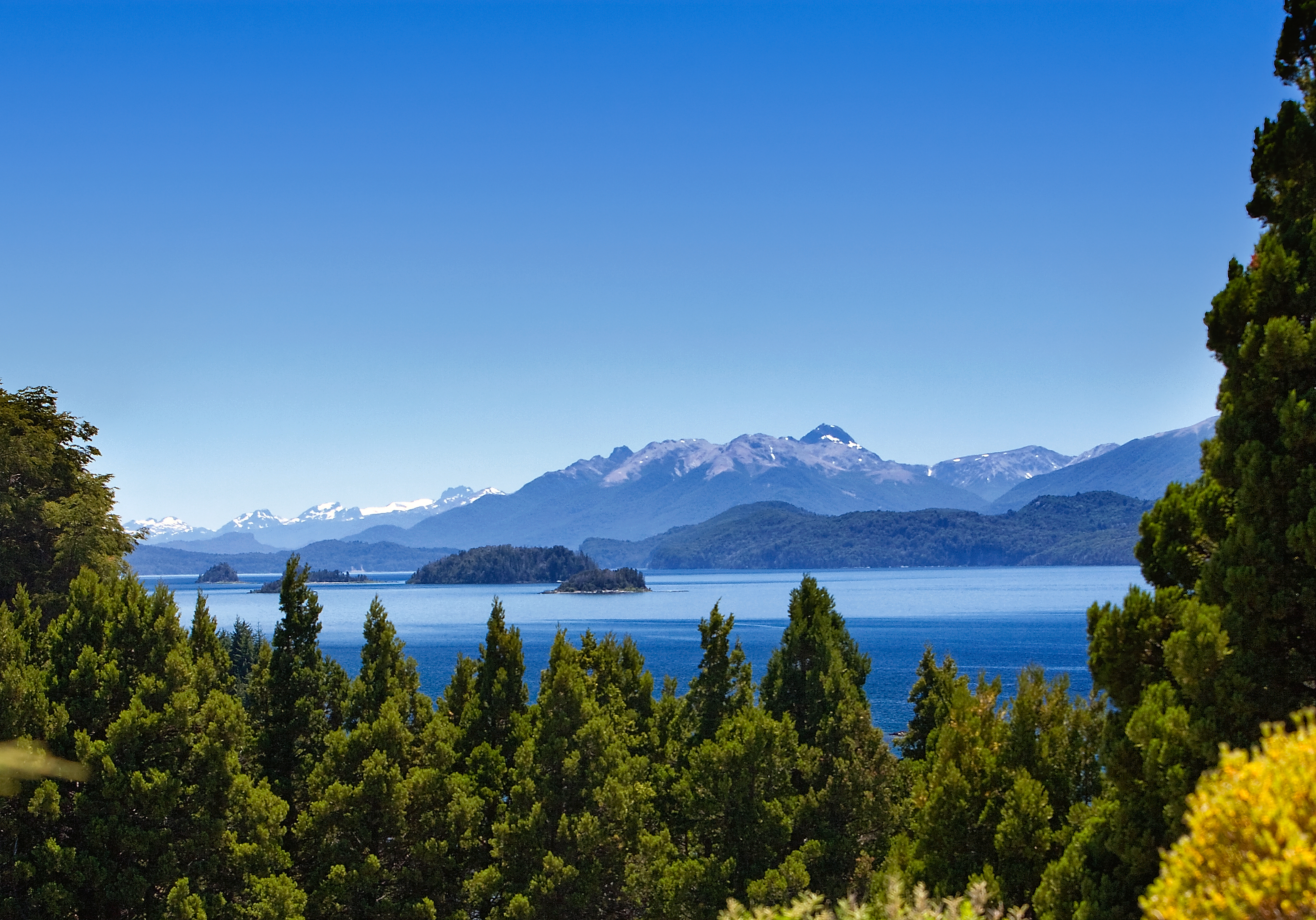
ナウエル・ウアピ湖

チリとアルゼンチンの国境付近、アンデス山脈地域にある湖水地方（ロス・ラゴス地域）には、山々を浸食した谷を雪解水や雨水が覆ってできた多くの氷河湖が存在する。もっとも著名な氷河湖はブエノスアイレス湖（ヘネラル・カレーラとも）であり、湖面はチリとアルゼンチンの国境をまたいでいる。ブエノスアイレス湖は平均2,240km2の表面積を持ち、アルゼンチン最大の面積を持つ湖であり、また南米第5位の面積を持つ湖でもある。ブエノスアイレス湖から国境線を南に下ると、サン・マルティン湖、ビエドマ湖、アルヘンティーノ湖の順に並んでおり、1,466km2の表面積を持つアルヘンティーノ湖はこの地域で2番目に面積の大きい湖である。コモドーロ・リバダビア付近のカスティージョ平原には、ブエノスアイレス湖からさほど遠くない距離にコルウエ・ウアピ湖がある。アルゼンチン中央部にあるマル・チキータ（小さな海の意味）は世界最大の塩湖のひとつであり、アルゼンチンで2番目に面積の大きな湖である。マル・チキータの表面積は季節によって変化しており、雨季のピークには5,770 km2にまで膨張する。ネグロ川の流域にあるチョコン・ダムによって形成される貯水池は、アルゼンチン最大の人工湖のひとつである。エントレ・リオス州にはテルマス・デ・リオ・オンドなどの温泉があり、川を挟んで対岸のウルグアイ北部にも温泉がある。

#### 湿地
アルゼンチンの北東にあるイベラ湿地は生物学的に豊かな地域であり、60以上の池、湿地、沼沢を持つ。この地域はとても湿潤であり、数百種類の鳥類、バラエティに富んだ蝶を含む数千種類の昆虫類が生息している。この地域は水生植物のオオオニバス、綿状の繊維が取れるカポック、ワニ、世界最大の齧歯類であるカピバラなどに代表される、多様な植物相と動物相を持つ。

#### 海域
アルゼンチンは大西洋に面した4,665kmの海岸線を有している。大陸の上陸可能地点は非常に広く、アルゼンチン沿岸の浅瀬はアルゼンチン海と呼ばれる。海中には多くの魚が住み、炭化水素エネルギー資源を保有していると予想されている。アルゼンチンの沿岸は砂丘と崖に挟まれている。沿岸に影響を及ぼしている二つの海流のうち、暖流はブラジル海流であり、寒流はフォークランド海流（スペイン語では大西洋海流、もしくはマルビナス海流）である。沿岸の大地では不規則な形状のため、二つの海流は気候に対して相互に影響し、高緯度地方においても気温を下げさせない。ティエーラ・デル・フエゴの南端はドレーク海峡の北岸を構成している。

### 気候と環境

#### 気候
アルゼンチンの領土は南北に長いため、地域によって気候は様々である。国土の大半は温帯に位置するが、亜熱帯、温帯、乾燥帯、寒冷帯の4つの気候にまたがっている。
北部は非常に高温多湿の夏季、軽度に乾燥する冬季を特徴とし、冬季には断続的に干ばつが発生する。中央部は竜巻や雷雨などを含む暑い夏季、涼しい冬季を特徴とする。南部は暖かい夏季、寒い冬季を特徴とし、特に山岳地帯では大雪が降る。標高が高い地域は緯度に関係なく涼しい気候である。
アルゼンチンの年降水量は、一般に東から西に行くに従って減少する。パラナ川とウルグアイ川に挟まれたメソポタミア地方では年降水量が1,700mmを超える場所もあり、アンデス南部でも偏西風の影響で1,000mmを超える。パンパの年降水量は500mm-1,000mmであり、アンデス山脈東麓やパタゴニアでは250mmを下回る。
南米における歴代最高気温と歴代最低気温は、いずれもアルゼンチンで記録された。歴代最高気温は、1936年10月16日にサンティアゴ・デル・エステロ州のカンポ・ガージョで記録された52.8度であり、歴代最低気温は、1966年7月8日にサン・フアン州のパトス・スペリオールで記録された-40度である。
南部では夏季（11月から2月）に昼間が長くなり、冬季（5月から6月）に夜間が長くなる。アルゼンチンは全土でUTC-3のタイムゾーンを用いている。しばしばサマータイムが適用されるが、最後に適用されたのは2007年12月30日から2008年3月16日の期間だった。

#### 環境
土壌劣化、砂漠化、大気汚染、水質汚濁など、工業化された経済に特有の環境問題は、都市でも農村でも問題となっている。アルゼンチンは5000万頭以上の肉牛を飼育しており、国全体の温室効果ガス排出量の30%は肉牛の生産過程で発生している。
自然災害
南米大陸の太平洋岸は地震多発地域であり、過去には1960年のチリ地震 (1960年)、2010年のチリ地震 (2010年)などの大地震が発生した。アンデス山脈の東麓にあるトゥクマン州やメンドーサ州は太平洋岸からわずか数百kmの距離にあり、1861年や1944年や1977年の地震ではメンドーサやサン・フアンの町が被害を受けた。パンパの西または南から吹く暴風はパンペーロと呼ばれ、パンパや北東部はパンペーロの影響を受けやすい。ラ・リオハ州・サン・フアン州・メンドーサ州にかけての地域には、アンデス山脈方向からソンダ風と呼ばれる乾燥風が吹く。ゾンダ風はフェーン現象の一種であり、風速40km/h(25mph)を超えることもある。
メソポタミアはウルグアイ川とパラナ川という大河に挟まれた地域であり、洪水の被害を受けやすい。

#### 国際協定
- 批准している国際協定 : 南極条約（南極）, 南極環境議定書, 生物多様性条約（生物多様性）, 気候変動枠組条約（気候変動）, 砂漠化対処条約（砂漠化）, ワシントン条約（絶滅危惧種）, 環境改変兵器禁止条約（環境改変）, バーゼル条約（有害廃棄物）, 国際海洋法（海洋）, ロンドン条約（海洋投棄）, 包括的核実験禁止条約（核実験）, ウィーン条約（オゾン層保護）, マルポール条約（船舶汚染）, ラムサール条約（湿地保護）, 国際捕鯨取締条約（捕鯨）

- 署名したが批准していない協定 : 京都議定書（気候変動）, 海洋生物保護条約

### 保護地域

#### 国立公園

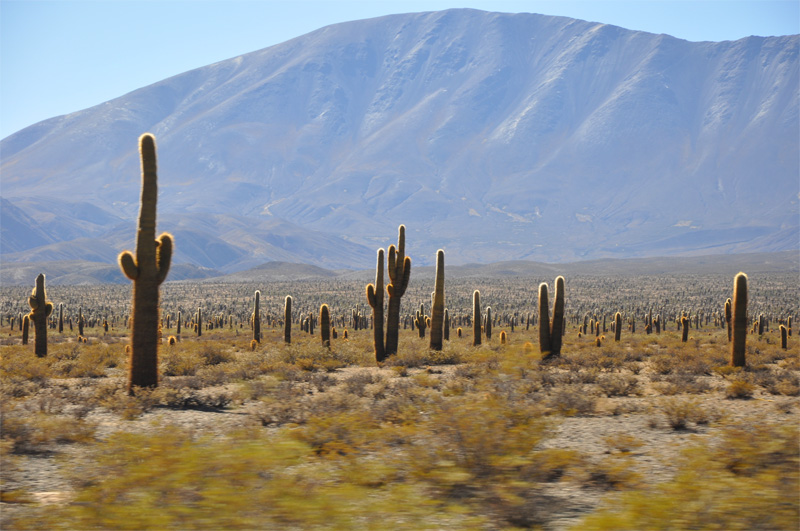
ロス・カルドネス国立公園

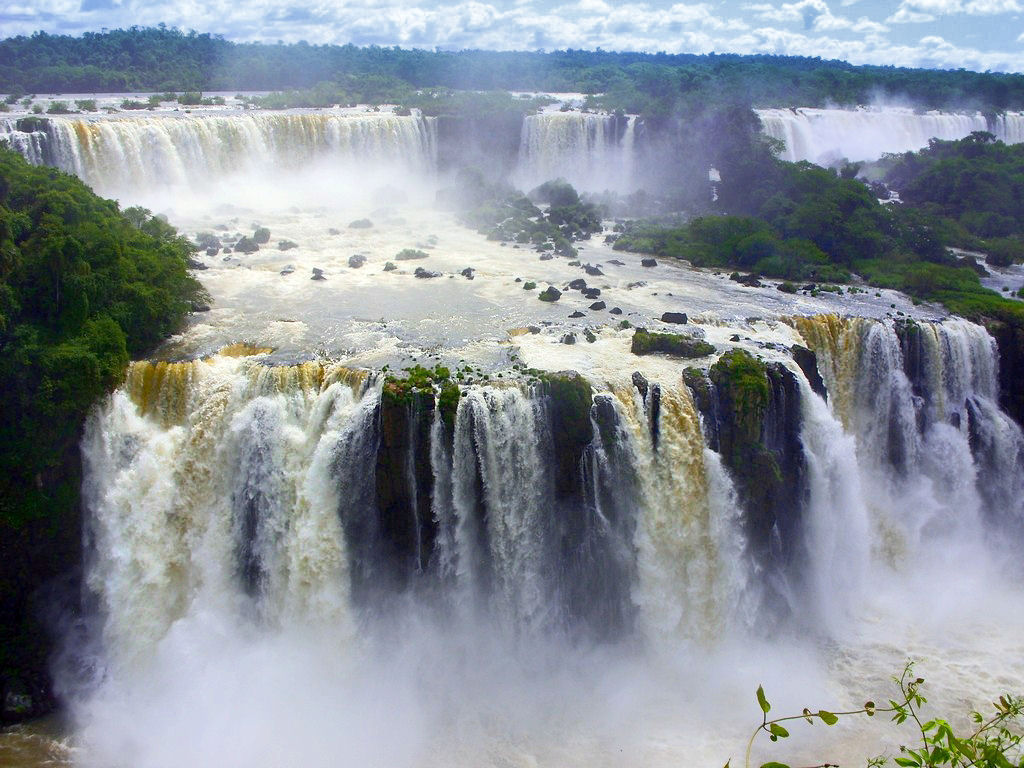
イグアス国立公園

アルゼンチンは南米で初めて国立公園を創設した国であり、現在では30の国立公園が存在する。これらの国立公園は、北はボリビアとの国境近くのバリトゥ国立公園から、南は南米大陸最南部のティエーラ・デル・フエゴ国立公園まで、とても多様な地形や生物相をカバーしている。国立公園の制定は1903年、フランシスコ・P・モレーノがアンデス山麓の湖水地方にある17万km2の土地を政府に寄付した時まで遡る。この土地は、サン・カルロス・デ・バリローチェ周辺のパタゴニアにおいて広大な保護区の核を形成した。1934年、国立公園システムに関する法律が制定され、ナウエル・ウアピ国立公園やイグアス国立公園などが保護地域に指定された。国立公園警察が発足し、木材の伐採や違法狩猟を防ぐための法律が施行された。彼らの初期の任務は、これら紛糾している地域において国家の主権を確立することであり、国境を守ることだった。1937年にはパタゴニア地域の5つの国立公園が追加され、観光推進や教育を目的とした新しい町や施設が計画された。1970年にはさらに7つが追加登録された。新法で国立公園、国定記念物、教育保護区と自然保護区という自然保護のカテゴリーが確立された。1970年代には3つの国立公園が指定され、1980年には現在も有効な新しい法律で国立公園の地位が確認された。1980年代には国立公園の運営や開発のために、地域社会や地域自治体に手を差し伸べられた。地元との協力によって（しばしば地元の扇動で）、さらに10の国立公園が指定された。2000年にはムブルクジャ国立公園とコポ国立公園が指定され、エル・レオンシート自然保護区がエル・レオンシート国立公園に昇格した。国立公園の本部はブエノスアイレスのダウンタウン、サンタフェ通りにある。図書館と情報センターは一般公開されている。ペトリフィエド森林のような国定記念物、自然・教育保護区なども一括して管理している。

#### 世界自然遺産
アルゼンチンには世界自然遺産登録地が4ヶ所存在する。パタゴニア・サンタ・クルス州にあるロス・グラシアレス国立公園（1981年登録）は、世界第3位の大きさを誇る南パタゴニア氷原などの自然美が評価された。ミシオネス州北部のイグアス国立公園（1984年登録）は、イグアスの滝や亜熱帯の密林などの自然美が評価された。パタゴニア・チュブ州のバルデス半島（1999年登録）は地峡によって南米大陸本土とつながっている半島であり、ミナミセミクジラ、ミナミゾウアザラシなど豊かな動物相が評価された。サン・フアン州北東部のイスキグアラスト/タランパヤ自然公園群（2000年登録）は、三畳紀の陸上の堆積物が広く露出し、最初期の恐竜を含めた当時の爬虫類の化石を産出する。

## 地域別地理

### 政治的地域区分（州）

アルゼンチンの州の一覧

アルゼンチンにおける1の自治市と23の州をアルファベット順に並べている。
1. ブエノスアイレス自治市
2. ブエノスアイレス州
3. カタマルカ州
4. チャコ州
5. チュブ州
6. コルドバ州
7. コリエンテス州
8. エントレ・リオス州
9. フォルモサ州
10. フフイ州
11. ラ・パンパ州
12. ラ・リオハ州
13. メンドーサ州
14. ミシオネス州
15. ネウケン州
16. リオ・ネグロ州
17. サルタ州
18. サンフアン州
19. サンルイス州
20. サンタ・クルス州
21. サンタフェ州
22. サンティアゴ・デル・エステーロ州
23. ティエーラ・デル・フエゴ州
24. トゥクマン州

### 地理的地域区分

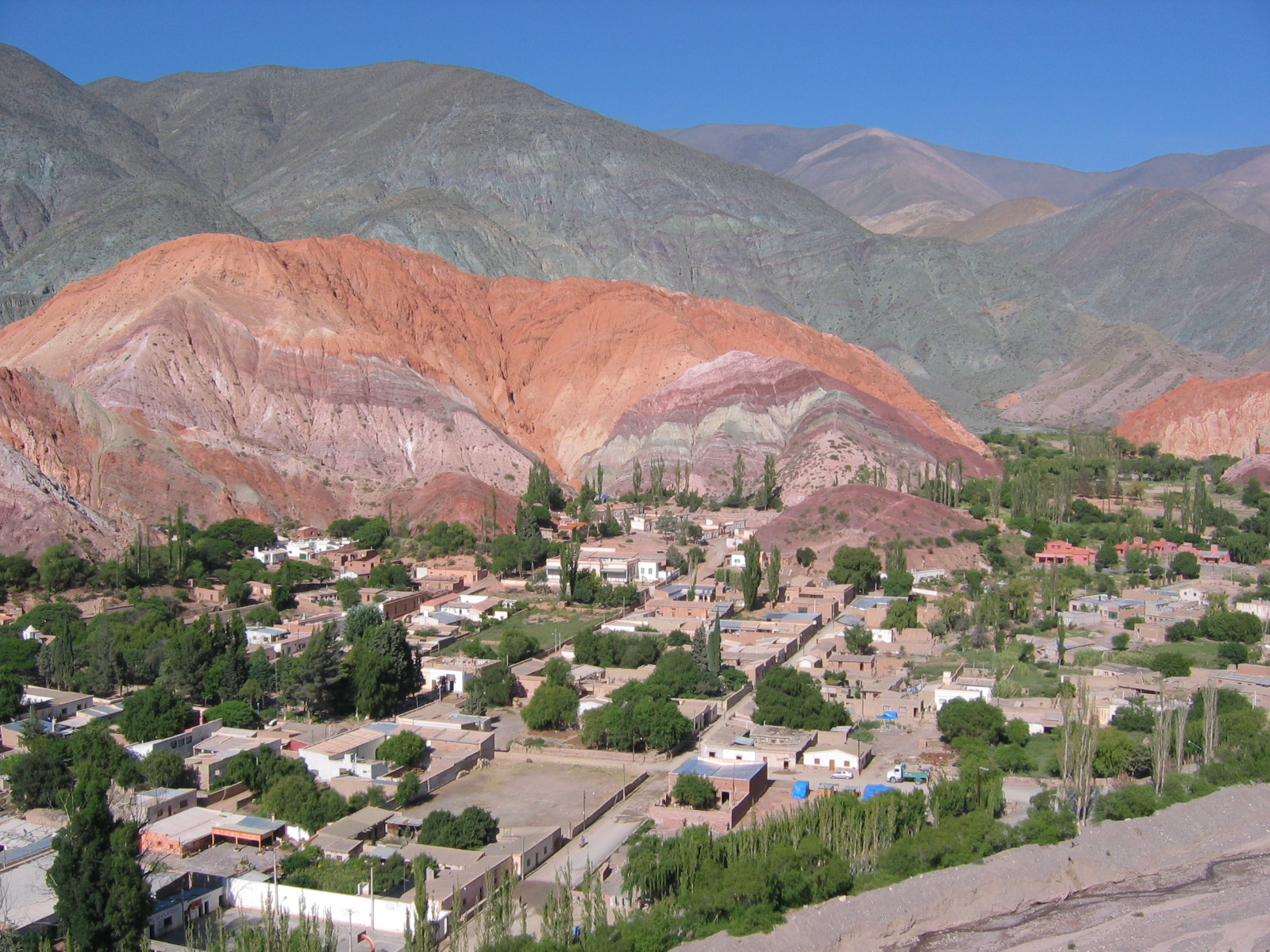
北西部

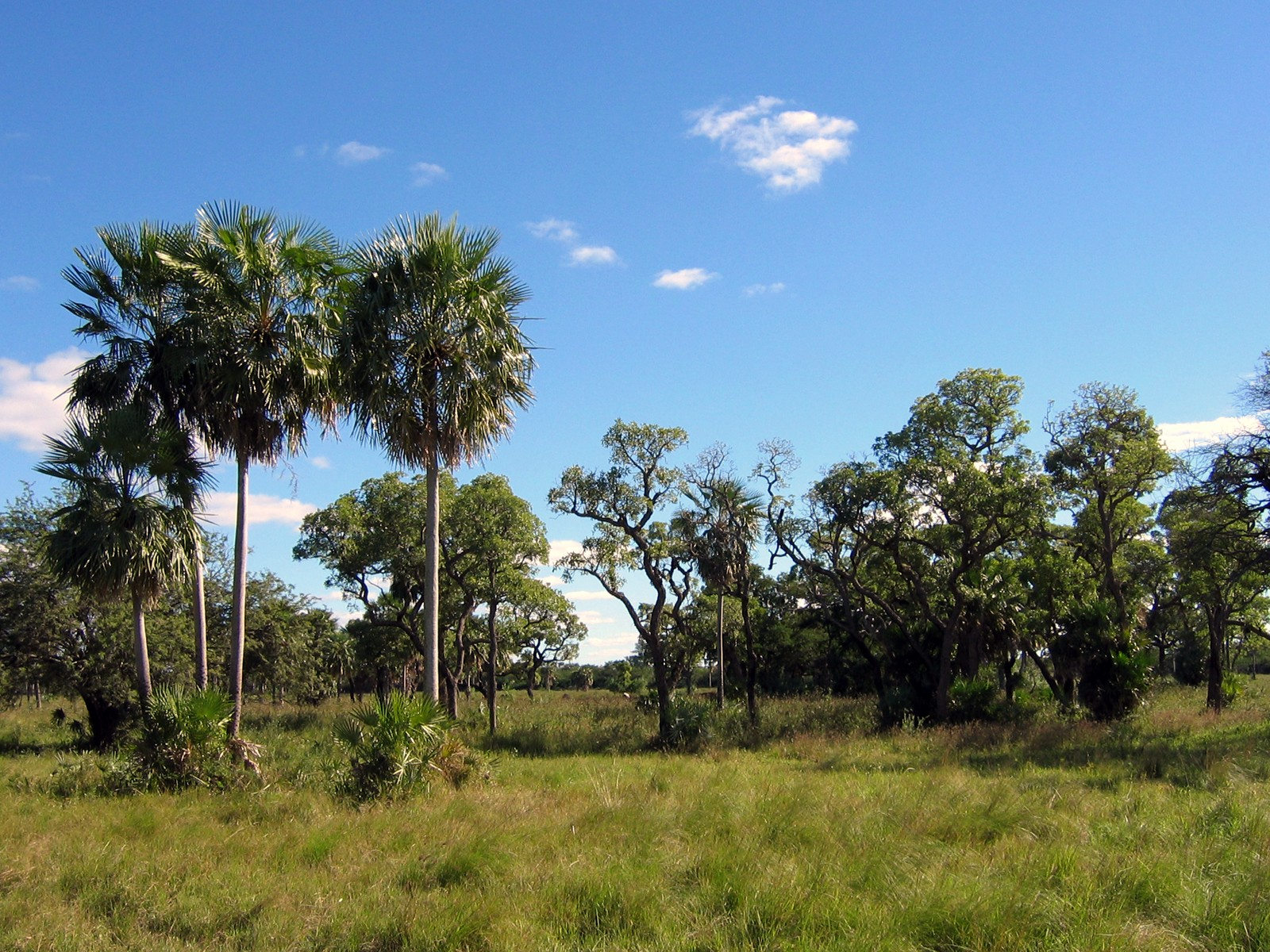
グラン・チャコ

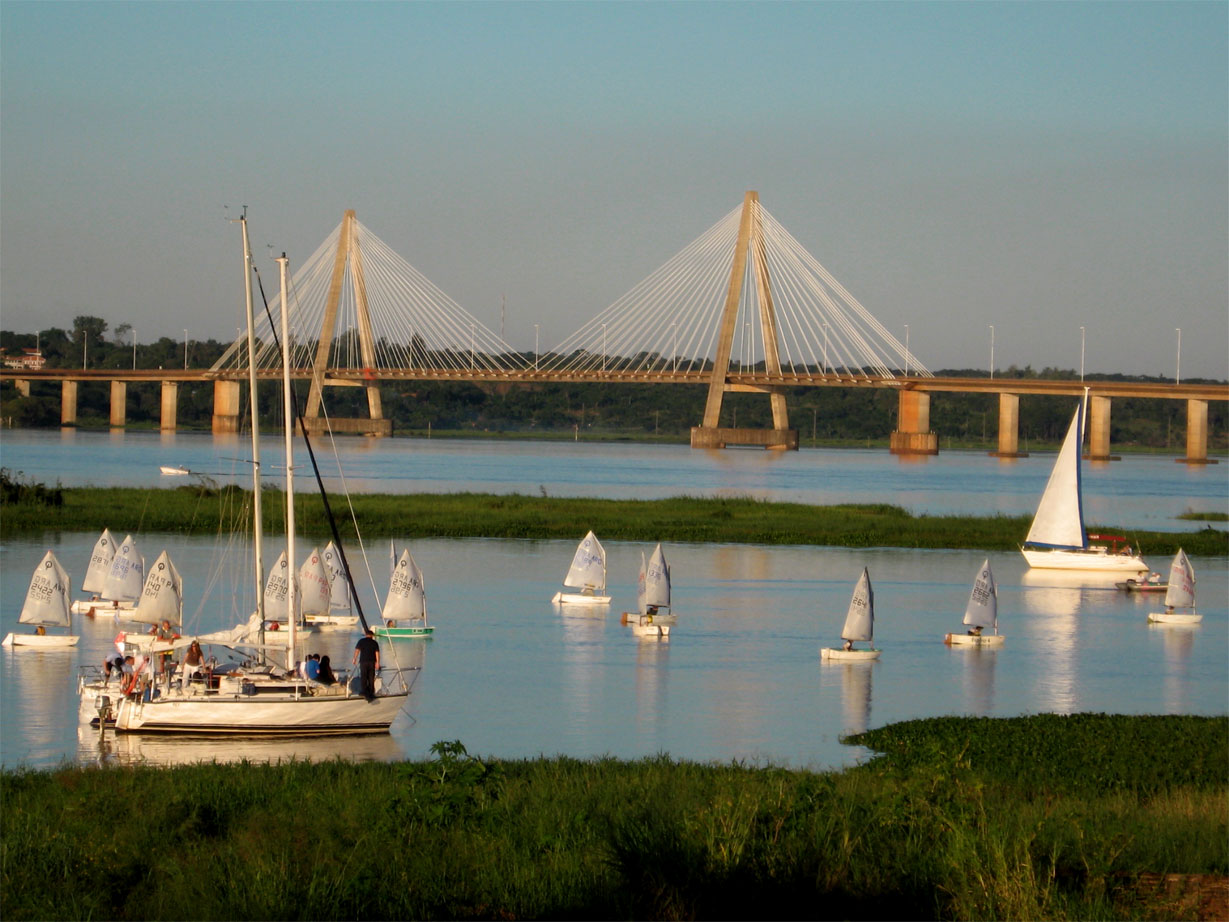
メソポタミア

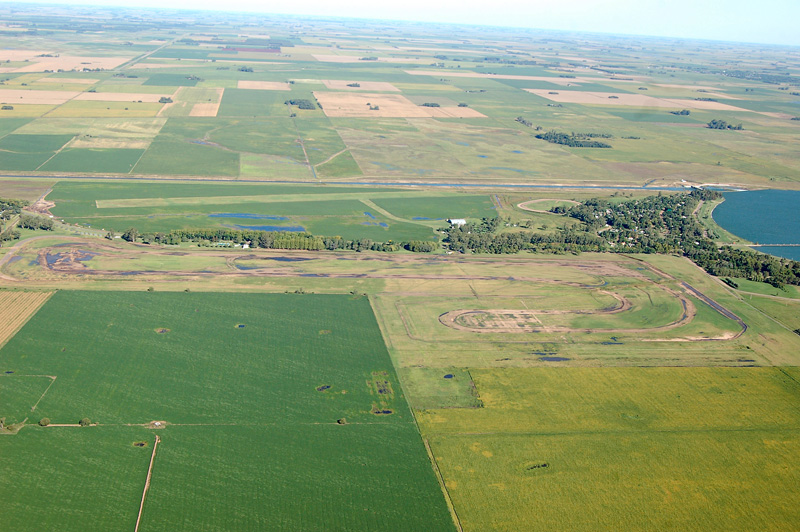
パンパ

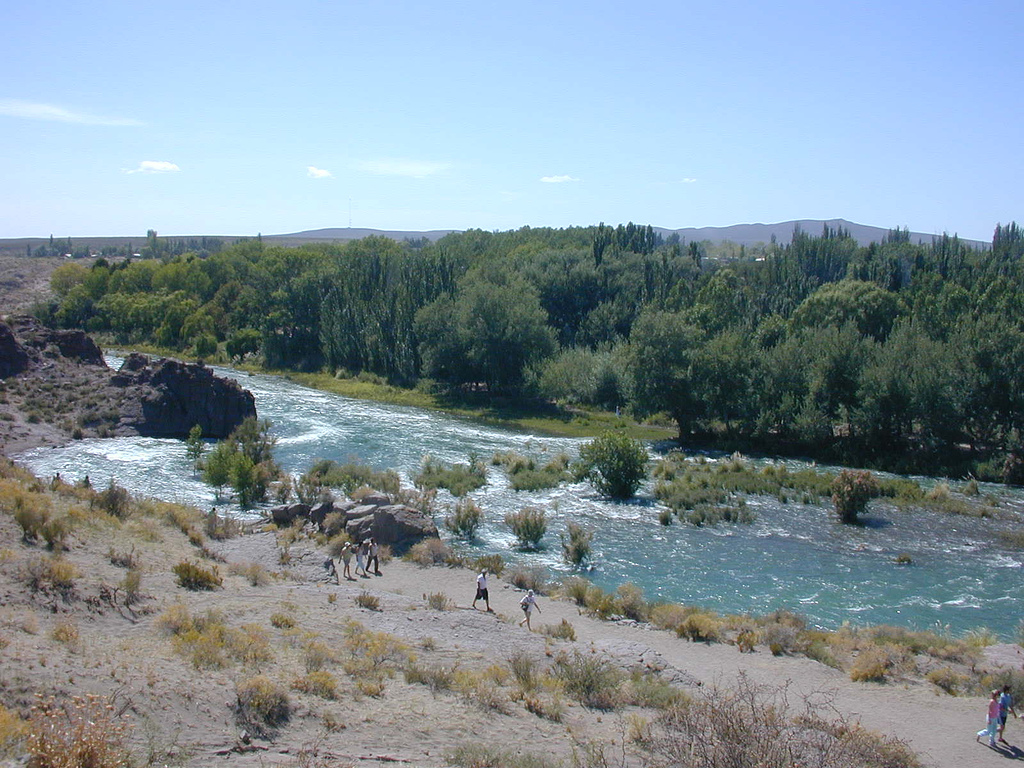
クージョ

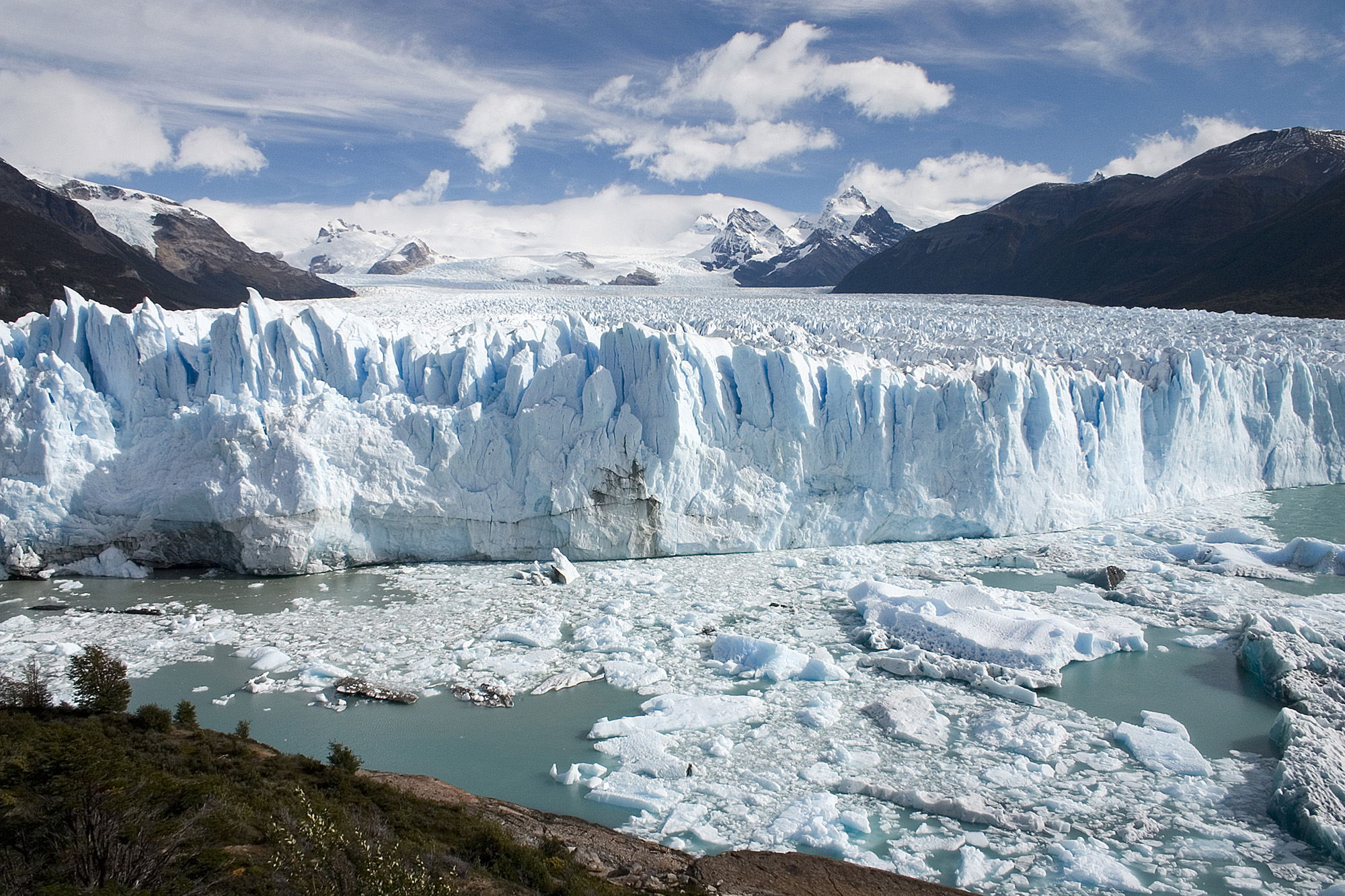
パタゴニア

アルゼンチンの23は、気候や地形によって「北西部、グラン・チャコ、メソポタミア、クージョ、パンパ、パタゴニア」の6区域に分けられる。北から南の順に、西から東の順に並べると以下のようになる。「北西部、グラン・チャコ、メソポタミア、クージョ、中央部、パンパ、パタゴニア」の7区域に分ける場合、「北東部、北西部、クージョ、パンパ、パタゴニア」の5区域に分ける場合などもある。
| 地域名称       | 州                                                                                 |
| -------------- | ---------------------------------------------------------------------------------- |
| 北西部         | フフイ州, サルタ州, トゥクマン州, カタマルカ州, ラ・リオハ州                       |
| グラン・チャコ | フォルモーサ州, チャコ州, サンティアゴ・デル・エステーロ州                         |
| メソポタミア   | ミシオネス州, コリエンテス州, エントレ・リオス州                                   |
| クージョ       | サン・フアン州, メンドーサ州, サン・ルイス州                                       |
| パンパ         | コルドバ州, サンタフェ州, ラ・パンパ州, ブエノスアイレス州                         |
| パタゴニア     | リオ・ネグロ州, ネウケン州, チュブ州, サンタ・クルス州, ティエーラ・デル・フエゴ州 |

#### 北西部
北西部には標高3,000m以上の高原が連なり、豊富な降水による水資源が豊富である。乾季と雨季があり、亜熱帯の様相を呈す。カタマルカ州、トゥクマン州、サルタ州にはカルチャキ渓谷が広がり、フフイ州北部からはボリビアに向かって3,500mほどのアルティプラーノ高原が広がる。経済活動は肥沃な渓谷に集中し、サトウキビ、タバコ、柑橘類などを栽培する。北西部は先住民であるケチュアやアイマラの影響を強く受けており、音楽や衣服などに表れている。北西部とクージョを合わせて北西地方と呼ぶこともある。かつては

#### グラン・チャコ
グラン・チャコとメソポタミアを合わせて北東地方と呼ぶこともある。グラン・チャコはパラナ川右岸（西岸）にあり、ボリビア東部やパラグアイ西部から一続きの低地である。グラン・チャコは亜熱帯気候に属し、夏季はラテンアメリカでもっとも高温多湿な地域のひとつであり、冬季も温暖である。パンパと一続きの平野だが、パンパとは異なって半乾燥気候であり、アンデス山脈から運ばれた土砂が堆積している。これらの乾燥地には有刺灌木林が広がり、粗放的な放牧が行なわれている。グラン・チャコに特有の樹木としては、タンニンエキスや鉄道の枕木などに使用されるケブラチョがある。粘土質地帯には沼沢、湿地、湖沼が多く、パティーニョ湿地（パラグアイとの国境をまたいでいる）、アニャトージャ湿地、ラベージャ湖、マル・チキータなどがある。グラン・チャコとメソポタミアを合わせて北東地方と呼ぶこともある。

#### メソポタミア
メソポタミアはパラナ川とウルグアイ川に挟まれた、沖積平野および波状丘陵地である。コリエンテス州はイベラ湿地に代表される低湿地が多いが、ミシオネス州には標高800mほどのミシオネス山脈やビクトリア山脈があり、山系はブラジルやパラグアイとの国境を越えて伸びている。夏季は高温多湿であり、冬季は温暖である。年降水量は約1,700mmを超える場所もあり、降水は夏季に集中している。亜熱帯雨林のミシオネス密林、水生植物が卓越した湿地や沼沢がメソポタミアの植生の典型である。

#### クージョ
クージョはパンパの西方に位置し、緑色のパンパとは異なる茶褐色の植生が特徴である。クージョは乾燥帯気候に属し、アルゼンチンでもっとも乾燥した地域である。昼夜の気温差が大きく、ソンダ風と呼ばれる乾燥風が吹くが、激しい霰が降ることでも知られている。アンデス山脈に降った雪解水はメンドーサ川やデサグアデーロ川となり、ブドウ畑を特徴とするオアシス灌漑地域を形成する。灌漑用水や水力発電などに川水の多くが使用され、また砂質の土壌に吸収されてしまうため、デサグアデーロ川はコロラド川に合流する前に水無川となる。

#### パンパ
一般には湿潤パンパと乾燥パンパに分けられ、平原パンパ（ヤヌーラ・パンペアーナ）と高原パンパ（シエーラス・パンペアーナス）に分けられることもある。ブエノスアイレスを中心にして扇状に広がる平原であり、半径約500-700kmに渡って広がっている。北端はサンタフェ付近、南端はコロラド川付近であり、標高200mを超えるのはタンディル丘陵など限られた地域のみである。年平均気温は14度-19度であり、冬も快適な気候である。年1,000mm以上の降水がある東部を湿潤パンパ、年500mm以下の降水しかない西部を乾燥パンパと呼ぶ。世界でもっとも肥沃な地域のひとつであり、19世紀後半以降に大規模な小麦や食肉の生産を行なっている。1978年時点で、アルゼンチンの人口の70%超、耕地の86%、鉄道の70%、工業生産の90%がパンパに集中している。

#### パタゴニア
南緯40度付近にあるコロラド川以南の地域がパタゴニアと呼ばれ、アルゼンチンの面積の25%を占めている。北部（リオ・ネグロ州とネウケン州）はコマウエ地域と呼ばれることもある。パタゴニアのアンデス山脈は南部アンデスと呼ばれ、もっとも標高の高い山はラニン火山(3,776m)である。アルヘンティーノ湖、ブエノスアイレス湖、サン・マルティン湖、ファグナーノ湖など数多くの湖が存在し、南パタゴニア氷原などの氷河も存在する。亜寒帯気候で冬季は寒さが厳しく、ウシュアイアの夏季の気温はブエノスアイレス自治市の冬季の気温と等しい。パタゴニアの地形の特徴はステップであり、窪地や低地にはサリーナと呼ばれる塩の堆積地帯ができ、カルボン湖(-105m)はアルゼンチンの最低標高地点である。パタゴニア沙漠は大陸東岸にある世界で数少ない沙漠のひとつである。パタゴニアの海岸は100mにも達する断崖であり、潮の干満の差が16mに達する場所もある。ネグロ川やチュブ川の谷には果樹園が作られ、高品質のリンゴが海外に輸出されている。

### 領有権主張地域

アルゼンチンが自国の領土と主張するアルゼンチン領南極

1959年の南極条約によって領土に関する議論が凍結された南極の一部（アルゼンチン領南極）、イギリスによって実効支配されている南大西洋の島々（マルビナス諸島とサウスジョージア・サウスサンドウィッチ諸島）の領有権も主張しているが、これらを含めた面積は約376万km2となり、インドを抜いて世界全体で7番目となる。1904年から領有権を主張しているアルゼンチン領南極は、南極点、西経25度線、南緯60度線、西経74度線で区切られた範囲であり、南極大陸本土の他に、南シェトランド諸島、南オークニー諸島などが含まれる。フエゴ島の南にはチリ領のピクトン島・レノックス島・ヌエバ島があり、かつてはアルゼンチンも領有権を主張していた。両国はエリザベス2世による仲裁を受け入れると、1977年にエリザベス2世はこれらの島がチリ領であると判定し、1985年に平和友好条約を批准して正式にチリ領となった。
- 南米大陸部 – 約279万km2
- 南方諸島部 – 約0.4万km2（領有権主張）
- アルゼンチン領南極 – 約97万km2（領有権主張）